# Benedict Lincoln Prieth

Benedict Lincoln Prieth als Corpsstudent im Jahre 1893

Benedict Lincoln Prieth (* 8. April 1870 in Newark, New Jersey, USA; † 30. September 1934 in Avon by the Sea, New Jersey, USA) war ein US-amerikanischer Zeitungsverleger und Publizist. 

## Leben
Nachdem Benedict Prieth am 10. Juni 1891 an der Universität Princeton den Bachelor of Arts erlangt hatte, kam er mit 21 Jahren nach Deutschland, um seine Studien an der Friedrich-Wilhelms-Universität Berlin fortzusetzen. Hier trat er im Wintersemester 1891/1892 dem Corps Saxonia-Berlin bei. Nach vier Semestern kehrte er 1893 in die USA zurück, um gemeinsam mit seinem Bruder Edwin Prieth The New Jersey Freie Zeitung herauszugeben und den dazugehörigen Verlag zu leiten. The New Jersey Freie Zeitung war von seinem Vater Benedict Prieth im Jahre 1858 gegründet und nach dessen Tod im Jahre 1879 von seiner Mutter Theodora Prieth weitergeführt worden. The New Jersey Freie Zeitung war die bekannteste und einflussreichste deutschsprachige Tageszeitung in New Jersey im 19. und frühen 20. Jahrhundert.
Im Jahre 1917 wurden er und sein Bruder wegen des Vorwurfs des Verstoßes gegen den Espionage Act verhaftet und die Zeitung konfisziert, da sich diese durch deutschlandfreundliche Artikel hervorgetan hatte. Durch Stellung von Kaution kamen beide frei. Während des schwebenden Verfahrens kandidierte Prieth in Newark für das Amt des Commissioners, unterlag aber in der Wahl. Etwa ein Jahr später wurde das Verfahren eröffnet, an dessen Ende die Anklage fallengelassen wurde, nachdem die Jury zu keinem Urteilsspruch gekommen war. Prieth wandelte in der Folgezeit die Zeitung in ein "employee owned"-Unternehmen um und zog sich aus der Leitung des Blattes zurück.
Des Weiteren verlegte er Bücher wie zum Beispiel John William Lloyd´s The natvral man: a romance of the golden age oder die monatlich erschienene Kunstzeitschrift "The Whim". Als Herausgeber dieser Zeitschrift stand er mit Leo Tolstoi in Briefkontakt.
Von 1905 bis 1906 betrieb Prieth in Newark ein unabhängiges Licht- und Elektrizitätswerk, das er zuvor von der Puclic Service Corporation erworben hatte. 1908 diente er dem Newark Board of Education als Mitglied. 1914 wurde er als Geschworener in die Grand Jury des United-States-Bezirksgerichts in Trenton berufen. Er war Schatzmeister des New Jersey Republican State Committees.
Benedict Lincoln Prieth ist auf dem Fairmont-Friedhof von Newark beerdigt.
Der Fall Prieth von 1917/1918 wurde in jüngerer Vergangenheit in den USA als Fallstudie verwendet, in der sich Schüler mit der Frage der Legitimität der Einschränkung von Freiheitsrechten wie Presse- und Meinungsfreiheit durch den Staat in Zeiten von Krieg oder terroristischer Bedrohung auseinandersetzen sollten.